# Ischnoptera similis
Ischnoptera similis är en kackerlacksart som beskrevs av Rocha e Silva och Guilherme A.M.Lopes 1977. Ischnoptera similis ingår i släktet Ischnoptera och familjen småkackerlackor. Inga underarter finns listade i Catalogue of Life.